# Johann Strauss mladší
Johann Baptist Strauss, také znám jako Johann Strauss mladší, Johann Strauss syn (25. října 1825 Sankt Ulrich (dnes součást Vídně) – 3. června 1899 Vídeň) byl rakouský hudební skladatel. Napsal více než pět set instrumentálních kusů, z nichž největší popularity dosáhl valčík Na krásném modrém Dunaji. Byl označován za „Krále valčíků“. Taneční orchestrální hudbu povznesl na koncertní úroveň. Věnoval se rovněž hudebně dramatické tvorbě, je autorem šestnácti operet a jedné opery.

## Životopis

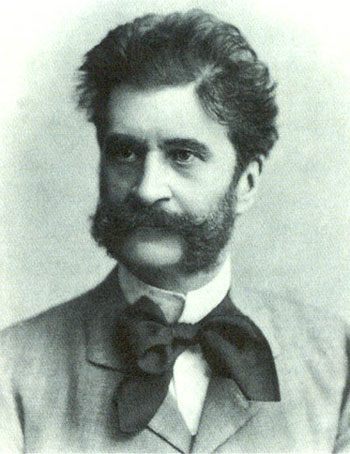
Johann Strauss mladší

Narodil se jako jeden ze tří synů Johanna Strausse st. a Marie Anny Streimové. Jeho otec byl v době jeho narození vlastníkem orchestru, který zřídil 1. září 1825 po hádce s maestrem orchestru. Otec chtěl, aby se věnoval nějakému občanskému povolání. Mladý Strauss tak navštěvoval postupně vídeňskou polytechniku a Skotské gymnázium, z obou ho však vyloučili, protože měl zájem především o hudbu, nikoli o učivo. Na housle se musel učit potají od prvního houslisty otcova orchestru. Byl však silně podporován matkou, což vedlo k řadě hádek a mohlo být později i jedním z důvodů, proč otec rodinu opustil. Mladý Johann se poté začal hudbě věnovat naplno. U regenschoriho Josefa Drechslera se učil harmonii a základům kompozice. 
V roce 1844 si zažádal na vídeňském magistrátu o licenci, a ač neplnoletý, si založil svůj vlastní patnáctičlenný orchestr a začal konkurovat otci. První samostatné vystoupení orchestru bylo v Dommayerově kasinu v Hietzingu v říjnu 1844. Po velkém úspěchu hrál i v dalších vídeňských sálech. 
Velmi významným rokem byl jak pro celou Evropu, tak pro rodinu Straussových revoluční rok 1848. Zatímco Johann Strauss starší se stavěl silně za císaře, syn Johann stál na straně revolucionářů. Žádnému z nich to však štěstí nepřineslo. Otce přestalo mít rádo publikum za téměř stranění císaři, poté opustil Vídeň, rok na to onemocněl a zemřel. Syna zase neustále kontrolovala rakouská policie.
Po otcově smrti získal Johann Strauss mladší otcův orchestr, který hned poté sloučil se svým. Tento nový orchestr nevedl však pouze Johann, ale kvůli velkému vypětí, kterou toto vyžadovalo, se od roku 1852 střídal se svým mladším bratrem Josefem (1827 – 1870), který sám složil na 300 tanečních skladeb. O deset let později se k orchestru připojil také Johannův nejmladší bratr Eduard (1835 – 1916), který vedl kapelu až do roku 1901, kdy ji překvapivě rozpustil. Roku 1907 spálil celý notový archiv rodiny Straussových, jenž čítal na tisíc skladeb, naštěstí jich většina existovala v opisech. Johann nebyl spjat pouze s orchestrem, ale také s divadlem „Na Vídeňce“, kde mívaly jeho operety premiéru.
Na rozdíl od otce nerad cestoval, za usměvavou tváří se skrýval panický strach z onemocnění vlivem průvanu při cestě vlakem, bál se bouřek a výšek.  Přesto vystupoval téměř v celé Evropě a Americe. V New Yorku a Bostonu dirigoval roku 1872 na Světové slavnosti míru, své valčíky před třiceti tisíci diváky, největší úspěch sklidil valčík „Na krásném modrém Dunaji“. Co se týče jeho koncertování po Evropě, úspěchy byly fenomenální. Johann jezdil spolu s orchestrem a koncertoval např. v Drážďanech, Baden-Badenu, Lipsku a Hamburku, v carském Rusku to bylo ve Varšavě, Petrohradě, Pavlovsku, Carskom Sele a Moskvě. Na podnět pozdějšího anglického krále Eduarda VII. vystupoval v Londýně. Dvakrát také vystupoval na světové výstavě, a to v letech 1867 v Paříži a 1873 ve Vídni. Neustále účinkoval především v Rakousku-Uhersku (Vídeň, Pešť).V roce 1863 byl jmenován „Říšským hudebním ředitelem plesů“.  Jeho skladbám naslouchali i velcí panovníci, jako byli císař František Josef I., německý císař Vilém I., car Mikuláš I. a řada dalších evropských i asijských panovníků. V anketě o nejpopulárnějšího člověka světa roku 1890 se Johann Strauss umístil na třetím místě za královnou Viktorií a kancléřem Bismarckem. Přes tyto úspěchy zůstal skromný a přísný v posuzování své vlastní práce. 

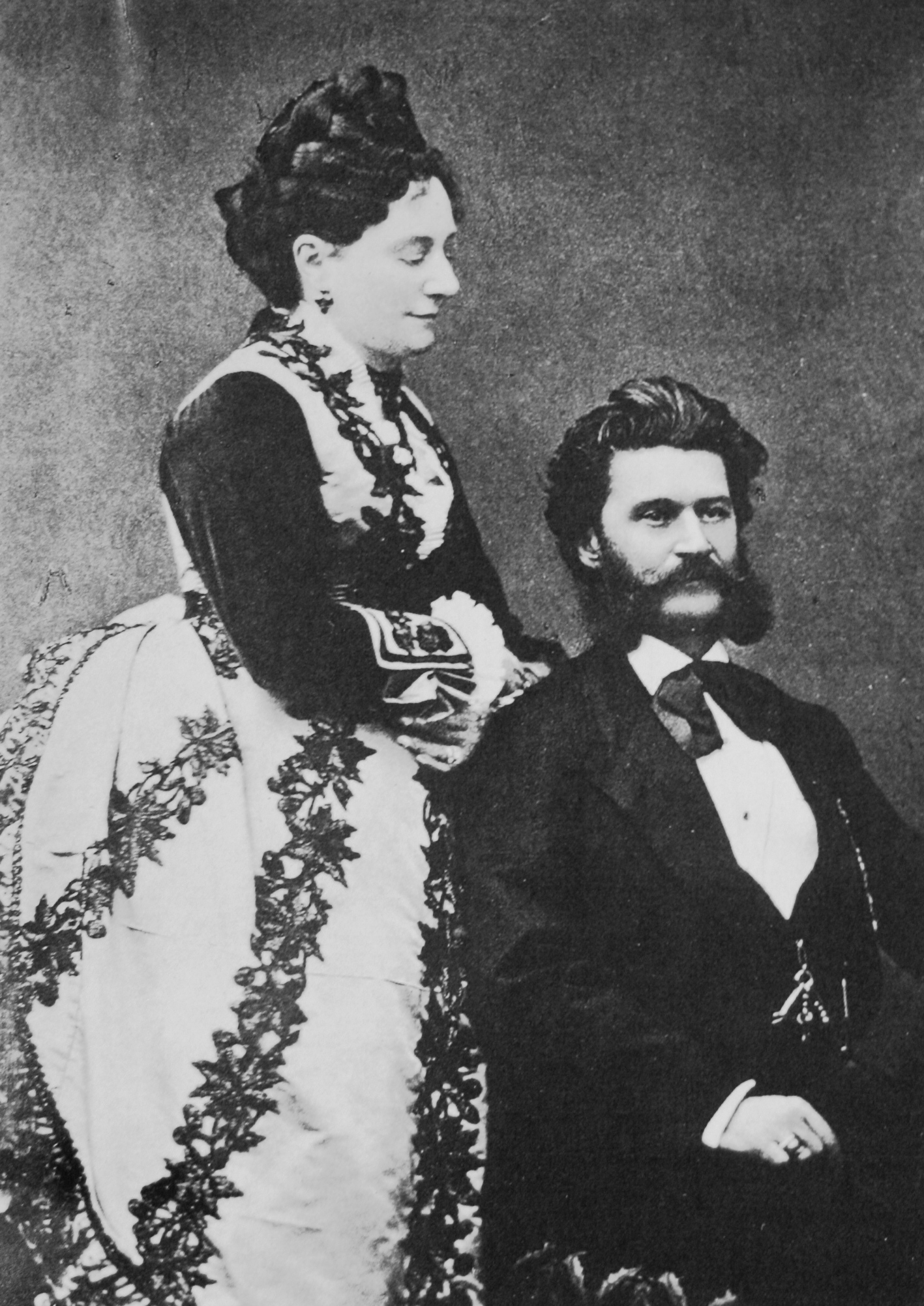
Johann Strauss ml. s manželkou Jetty

Johann měl tři manželky. První z nich byla operní zpěvačka Jetty Treffzová, která ho přivedla ke komponování operet. Byla o sedm let starší a měla sedm nemanželských dětí. Jejich svazek trval 15 let (1862–1878) a díky manželčině péči a podpoře mohl Strauss v těchto letech dosáhnout vrcholu své tvorby. Věnoval se více komponování, řízení orchestru přenechal svým bratrům. Měl zaveden pravidelný denní rozvrh: od deseti hodin do půl druhé skládal ve své pracovně, odpoledne vykonal návštěvy nebo jednal s nakladateli a večer po pravidelné partičce taroků znovu komponoval až do dvou hodin.
Podstatně horší bylo druhé manželství s Angelikou Dittrichovou, známou jako Lily. Strauss se s ní oženil krátce po smrti své první manželky v květnu 1878. O více než dvacet let mladší začínající zpěvačka dala přednost kariéře před péčí o manžela a v prosinci 1882 bylo jejich manželství rozvedeno. 

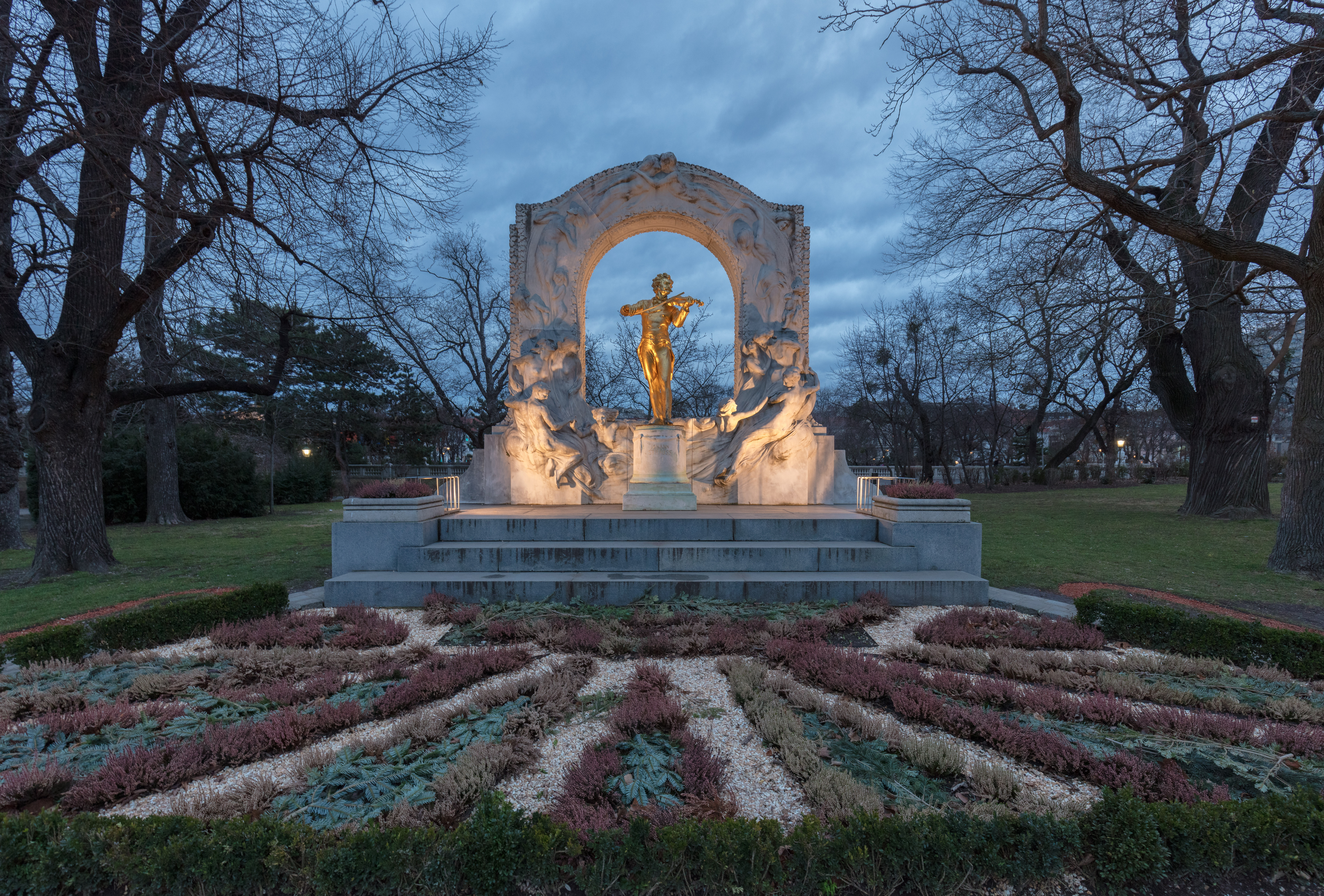
památník Johanna Strausse mladšího ve Vídni

Třetí a poslední s Adélou Straussovou, vdovou po vídeňském bankéři, bylo považováno za velmi šťastné. Johann Strauss se kvůli němu vzdal náboženského vyznání a v roce 1887 přijal německé občanství, protože rakouské právo nedovolovalo sňatek, pokud žil jeden z partnerů z dřívějšího manželství.
Od října 1898 skladatel nevycházel z domu. V květnu příštího roku na naléhání přátel dirigoval jubilejní představení své operety Netopýr ve Dvorní opeře, ale musel předčasně odejít. V sobotu 3. června 1899 v 16:15 h po krátké nemoci Johann Strauss zemřel na zápal plic. Pondělní vídeňské noviny psaly: „Po krátké nemoci zemřel v sobotu 3. června odpoledne ve Vídni král valčíků a mistr operety Johann Strauss…" Jeho pohřbu se zúčastnila většina Vídně. V čele průvodu jel na vraníku černý jezdec s černým žezlem v ruce, což je symbolem, že zemřel král. Byl pohřben na vídeňském ústředním hřbitově vedle Beethovena, Schuberta a Brahmse.
Ve vídeňském Městském parku (Stadtpark) se nachází pozlacená bronzová socha Johanna Strausse stojící na mramorovém podstavci.

## Dílo
Johann Strauss napsal za svého života něco okolo 550 skladeb. Patřily mezi ně polky, valčíky, pochody, operety a jedna opera. Byl schopen rozvíjet taneční formu svého otce, nejen valčíků, ale i čtverylek a kvapíků. Své první dva valčíky uvedl Johann už 15. října 1844 se svým novým orchestrem, byly to Sinngedichte a Guntwerber. Johann Strauss byl na vrcholu své tvorby valčíků v 60. letech. Mezi nejznámější patří Císařský valčík, Víno, ženy a zpěv, Povídky z Vídeňského lesa a především Na krásném modrém Dunaji (An der schönen blauen Donau) dopsaný roku 1867, původně byl určen pro mužský pěvecký sbor. Text se však neosvědčil, a proto se v dnešní době hraje v čistě orchestrální podobě.
Valčík dovedl k dokonalosti a taneční hudba se stala skutečným uměním. Navázal také na otcovu tvorbu pochodů. Mezi jeho nejlepší patří Patriotenmarsch, Revolutionsmarsch a Napoleon-Marsch. Velký moment přišel 10. října 1871, když dopsal svou první operetu Indigo a čtyřicet loupežníků. Tato opereta byla víceméně jen směsí valčíků a polek, i když se odehrávala v exotickém prostředí. Libreto napsané Maxmiliánem Steinerem nebylo příliš zdařilé, ale i přesto získala tato opereta velký úspěch a především nastartovala budoucí směr putování Johanna Strausse. Co se týká operet, s touto formou pokračoval po vzoru hudebního skladatele Jacquese Offenbacha.
Jako operetní skladatel však nejvíce prorazil až v roce 1874 operetou Netopýr. Patří s Cikánským baronem (1885) ke dvěma nejznámějším operetám. Operet napsal Strauss celkem 16, a to: Indigo a 40 loupežníků (1871), Karneval v Římě (1873), Netopýr (1874), Caglistro, slavný kouzelník (1875), Princ Metuzalém (1877), Hra na slepou bábu (1878), Královnin krajkový šátek (1880), Veselá vojna (1881), Noc v Benátkách (1883), Cikánský baron (1885), Simplicius (1887), Kněžna Ninetta (1893), Jabuka (1894), Mařinka vonná (1895), Bohyně rozumu (1897) a nedopsaná opereta Vídeňská krev (1899), která měla premiéru až po Straussově smrti. Johann Strauss se také pokusil složit operu. Ta nesla název Rytíř Pásmán (1892). Úspěch však nepřinesla a stala se největším debaklem Straussova života. Mezi jeho nejznámější polky patří Tritsch Tratsch Polka a Polka-schnell.